# Blue Stahli
Blue Stahli è il nome di un progetto musicale di rock elettronico portato avanti dal musicista statunitense Bret Autrey, originario di Detroit (Michigan), dal 1998.

## Discografia
- 2006 - Darkeworld Project One (EP)
- 2008 - Antisleep Vol. 01
- 2011 - Blue Stahli
- 2011 - Antisleep Vol. 02
- 2012 - Antisleep Vol. 03
- 2015 - The Devil
- 2015 - Antisleep Vol. 04
- 2016 - Premonitions